# Mimulus aurantiacus
Espèce
Classification APG III (2009)
Mimulus aurantiacus est une espèce d'arbrisseau de la famille des Scrophulariaceae originaire d'Amérique du Nord, du sud-ouest de l'Oregon jusqu'à la plus grande partie de la Californie. Il est considéré par certains botanistes comme faisant partie d'un genre distinct et doit être appelé Diplacus aurantiacus ssp. aurantiacus.
Il pousse jusqu'à 1,2 mètre de hauteur, a des feuilles vertes collantes de 3 à 7 cm de long et jusqu'à un centimètre large et des tiges florales qui poussent verticalement. Les fleurs sont tubulaires à la base et mesurent environ 2 centimètres de long avec cinq lobes larges ; on les trouve dans différentes couleurs allant du blanc au rouge, la couleur la plus commune étant orange clair. Elles sont pollinisées par les abeilles et les colibris.
Il pousse dans de nombreux climats et se développent sur de nombreux types de sol: humide, sec, sableux ou rocheux. Il pousse même dans la serpentine, un sol que la plupart des plantes ont de la difficulté à occuper en raison de sa composition minérale unique.
Les Amérindiens Miwok et Pomo utilisaient ses fleurs et ses racines pour traiter un certain nombre de maux, mais a été particulièrement utile pour ses vertus antiseptiques qui permet d'accélérer la guérison des écorchures mineures et des brûlures.